# Odwzorowanie wiernopowierzchniowe
Odwzorowanie wiernopowierzchniowe (równopolowe) – odwzorowanie zachowujące wiernie pola powierzchni (we wszystkim punktach płaszczyzny spełniony jest warunek równopolowości). Zniekształceniu ulegają tu natomiast długości w obu kierunkach głównych.
Przykładem siatek wiernopowierzchniowych są:
- Siatka azymutalna Lamberta
- Siatka walcowa Lamberta
- Siatka pseudowalcowa Mollweidego

## Zobacz
- Odwzorowanie azymutalne ukośne równopolowe Lamberta